# Idaea salutaria
Idaea salutaria är en fjärilsart som beskrevs av Hugo Theodor Christoph 1881. Idaea salutaria ingår i släktet Idaea och familjen mätare. Inga underarter finns listade i Catalogue of Life.